# 3895 Ергарт
3895 Е́ргарт (3895 Earhart) — астероїд головного поясу, відкритий 23 лютого 1987 року.
Тіссеранів параметр щодо Юпітера — 3,417.